# Liste de jeux vidéo annulés sur GameCube
 (mars 2015).
Si vous disposez d'ouvrages ou d'articles de référence ou si vous connaissez des sites web de qualité traitant du thème abordé ici, merci de compléter l'article en donnant les références utiles à sa vérifiabilité et en les liant à la section « Notes et références ».
Ci-dessous se trouve la liste des jeux GameCube dont le développement a été annulé ou la sortie reportée sur d'autres plates-formes. 
- Agent Hugo : sorti sur PlayStation 2
- A Sound of Thunder (jeux vidéo) : sorti sur Game Boy Advance
- Alias (jeux vidéo) : sorti sur PC, PlayStation 2 et Xbox.
- Animal Crossing 2 : sorti sur Nintendo DS sous le nom de Animal Crossing: Wild World
- American Idol : basé sur émission American Idol sorti sur Windows, PlayStation 2 et Game Boy Advance.
- Banjo Threeie : annulé à la suite du rachat de Rare
- Burnout 3: Takedown
- Crash Twinsanity : sorti sur PlayStation 2 et Xbox[1]
- Dead Phoenix (Capcom)
- Donkey Kong Racing : annulé à la suite du rachat de Rare
- Donkey Kong Bongo Blast : sorti sur Wii
- Duke Nukem Forever : sorti sur PC, PlayStation 3 et Xbox 360

- Futurama : sorti sur PlayStation 2, Xbox une version Game Boy Advance était prévue mais annulé
- Galleon : sorti uniquement sur Xbox
- Gold Star Mountain (From Software)
- Grabbed by the Ghoulies (Rare) : sorti sur Xbox
- Grand Theft Auto III : sorti sur PlayStation 2, PlayStation 3, PlayStation 4, PlayStation Store et Xbox
- Island Xtreme Stunts : sorti sur PlayStation 2
- Jackie Chan Adventures : sorti sur Game Boy Advance et PlayStation 2
- Jurassic Park: Operation Genesis : sorti sur PlayStation 2 et Xbox
- Kameo: Elements of Power (Rare) : sorti sur Xbox 360
- Kirby New Adventure : développement transféré sur Wii, mais finalement annulé[2]
- Madden NFL 09 : sorti sur Xbox 360, Xbox, PlayStation 3, Nintendo Wii, PSP et Nintendo DS.
- Mafia: The City of Lost Heaven : sorti sur PlayStation 2 et Xbox
- Narc : sorti sur PlayStation 2 et Xbox
- Nintendo Pennant Chase Baseball
- Nintendogs : sorti sur Nintendo DS
- OutRun 2 : sorti sur Xbox
- Perfect Dark Zero (Rare) : sorti sur Xbox 360
- Pilotwings
- Pirate des Caraĩbes : Jusqu'au bout du monde : sorti sur PlayStation 2, PlayStation 3, Xbox 360, Microsoft Windows, PSP, Nintendo DS et la Wii.
- Super Paper Mario : sorti sur Wii
- Raven Blade (Retro Studios) : annulé en faveur de Metroid Prime
- Real Football 2008 : développement transféré sur Nintendo DS
- NFL Retro Football (Retro Studios) : annulé en faveur de Metroid Prime
- Shox : sorti sur PlayStation 2
- StarCraft: Ghost : annulé en 2005
- Saffire Young Olympians
- Stage Debut
- Super Mario 128 (Nintendo EAD Tokyo) : annulé en faveur de Super Mario Galaxy
- Super Monkey Ball 3
- Thunder Rally (Retro Studios) : annulé en faveur de Metroid Prime
- Too Human (Silicon Knights) : sorti sur Xbox 360
- Unity (video game) (en)
- Wallace & Gromit: The Curse of the Were-Rabbit (jeux vidéo) (en) : sorti sur PlayStation 2 et Xbox
- World Championship Poker
- World Driver Championship
- Yoshi Touch & Go sorti sur Nintendo DS